# Lotus Europa
Lotus Europe (згодом «Europa») — автомобіль від британського виробника Lotus Cars. Це двомісний спортивний автомобіль, перша модель автомобіля з середнім розташуванням двигуна призначена для дорожнього використання. Представлена 20 грудня 1966 року, Серія 1 Тип 46 еволюціонувала як в механічному, так і в естетичному аспектах до найбільш успішної моделі — Тип 74. Її виробництво припинилося в 1975 році, щоб поступитися місцем Lotus Esprit, який базуватиметься на одному шасі.
Він конкурував безпосередньо з Alpine A110, який також оснащений тим же двигуном, тією ж коробкою передач і заснований на тій же філософії (простий і легкий).

## Двигуни
- 1,470 см3 (1.5 L) Renault A1K I4
- 1,565 см3 (1.6 L) Renault 807 I4
- 1,557 см3 (1.6 L) Lotus/Ford DOHC I4